# 米 (何欣穗單曲)
米(Me)，是臺灣創作歌手何欣穗獨立發行的單曲，內含有三首歌，是以前的歌或是寫給其他歌手的歌曲，重新編曲或是譜詞然後由自己詮釋。並巧妙引用米(Me)、飯(Fan)、一批(EP)的解釋交織成單曲側標介紹。
米EP以一張獨立發行的單曲來說銷售成績並不差，在PayEasy的音樂自由裡，一直到2008年5月都還衝到銷售冠軍，也早在2006年1月再版。
此張單曲於2006年2月13日可在日本買的到，包括HMV和People's SHOP。

## 曲目1
時間沒有等我
原本為寫給蕭瀟演唱的。

## 曲目2
三種解釋
原本為寫給鄭秀文所唱，經重新譜詞。

## 曲目3
諷刺
原收錄何欣穗第二張專輯《她的。發光搖擺》(2002年)，重新編曲。

## 外部連結
- 倔強女聲 （页面存档备份，存于）
- 音樂自由 （页面存档备份，存于）
- 日本People's SHOP[永久]